# باشگاه فوتبال توئنته
باشگاه فوتبال توئنته (به هلندی: FC Twente) باشگاه فوتبال هلندی است که در شهر انسخده قرار دارد و هم‌اکنون در لیگ برتر فوتبال هلند بازی می‌کند.
این باشگاه در تاریخ ۱ ژوئیه ۱۹۶۵ تأسیس شده‌است.

## افتخارات

### ملی
- لیگ برتر فوتبال هلند
  - قهرمانی (۱): ۲۰۱۰
  - نایب قهرمانی (۳): ۱۹۷۴, ۲۰۰۹, ۲۰۱۱
- جام حذفی فوتبال هلند
  - قهرمانی (۳): ۱۹۷۷, ۲۰۰۱, ۲۰۱۱
  - نایب قهرمانی (۴): ۱۹۷۵, ۱۹۷۹, ۲۰۰۴, ۲۰۰۹
- سوپر جام فوتبال هلند
  - قهرمانی (۲): ۲۰۱۰, ۲۰۱۱
  - نایب قهرمانی (۱): ۲۰۰۱

### بین‌المللی
- جام یوفا
  - نایب قهرمانی (۱): ۱۹۷۵